# Titanidiops insularis
Espèce
Titanidiops insularis est une espèce d'araignées mygalomorphes de la famille des Idiopidae.

## Distribution
Cette espèce se rencontre en Thaïlande dans les provinces de Phang Nga et de Krabi et en Indonésie sur Belitung,.

## Description
Le mâle holotype mesure 12,92 mm et la femelle paratype 17,14 mm.

## Systématique et taxinomie
Cette espèce a été décrite par Schwendinger en 2024.

## Étymologie
Son nom d'espèce lui a été donné en référence au lieu de sa découverte, une île.

## Publication originale
- Schwendinger, Huber & Hongpadharakiree, 2024 : « The genus Titanidiops in South-east Asia (Arachnida: Araneae: Idiopidae). » Revue Suisse de Zoologie, vol. 131, no 2, p. 319-355.